# Aylin Vatankoş
Aylin Vatankoş (* 1970 in Izmir) ist eine türkische Pop- und Folklore-Sängerin.
Als Gewinnerin der türkischen Vorentscheidung durfte sie die Türkei beim Eurovision Song Contest 1992 in Malmö vertreten. Mit dem Popsong Yaz Bitti landete sie auf Platz 19. 

## Diskografie

### Alben
- 1995: Çözemedim
- 2010: Yeniden

### Singles
- 1992: Yaz Bitti
- 2020: Kalbim Kavrulsun
- 2022: Eylül Baharları
- 2023: İhtimal
- 2025: Bana Bir Damla Su Ver